# On ment toujours à ceux qu'on aime
Pour plus de détails, voir Fiche technique et Distribution.
On ment toujours à ceux qu'on aime est une comédie française réalisée par Sandrine Dumas, sortie en 2019.

## Synopsis
Jewell a abandonné une carrière prometteuse de chanteuse et vit à Paris où elle travaille comme serveuse. Mais quand Marie, sa grand-mère débarque des États-Unis, elle se crée de toutes pièces une carrière, une vie amoureuse équilibrée avec Paul et s'attribue même la maternité de la petite fille de Paul, âgée de trois ans. Paul joue le jeu, mais, en échange, il impose à Jewell de partir en road-trip avec lui et Louise, sa mère. Durant ce road-trip, Jewell s'enfoncera de plus en plus dans le mensonge. Mais pourra-t-il durer longtemps ?

## Fiche technique
- Titre : On ment toujours à ceux qu'on aime
- Réalisation : Sandrine Dumas
- Scénario : Sandrine Dumas, Hélène Angel et Natalia Reyes, d'après l'œuvre de Theo Hakola
- Dialogues : Sandrine Dumas, Hélène Angel et Natalia Reyes
- Adaptation : Sandrine Dumas, Hélène Angel et Natalia Reyes
- Compositrice : Delphine Ciampi
- Directrice de la photographie : Nathalie Durand
- Monteuse : Barbara Bascou
- Chef costumière : Carole Gérard
- Ingénieur du son : Jean-Paul Mugel
- Attaché de presse : Stanislas Baudry
- Société de production :  Pio & Co
- Société de distribution : Dean Medias
- Pays d'origine :  France
- Langue originale : français
- Format : couleur
- Genre : comédie
- Durée : n/a
- Date de sortie : 
  - France : 6 mars 2019

## Distribution
- Monia Chokri : Jewell
- Jérémie Elkaïm : Paul
- Marthe Keller : Louise
- Fionnula Flanagan : Marie
- Géraldine Martineau : Henriette
- Alex Descas : Juan
- Marc Citti : Gus
- Magne Havard Brekke : Dimi

## Accueil

### Critiques
Le film reçoit des retours mitigés, avec une note moyenne de 2.5 sur AlloCiné.
Les Inrockuptibles est déçu par le jeu d'acteur de « Monia Chokri [...] force à outrance l’extravagance de son personnage de rockeuse-loseuse et compose une pile électrique en survoltage, plus irritante que touchante ».
Première trouve le fim assez médiocre : « Le genre, épuisé et épuisant, peut-il encore révéler quelque chose ? »